# Charlie Neal
Charles Lenard Neal (ur. 30 stycznia 1931, zm. 18 listopada 1996) – amerykański baseballista, który występował na pozycji drugobazowego.
Przed rozpoczęciem sezonu 1950 podpisał kontrakt z Brooklyn Dodgers i początkowo występował w klubach farmerskich tego zespołu, między innymi w Montreal Royals. W Major League Baseball zadebiutował 17 kwietnia 1956 w meczu przeciwko Philadelphia Phillies, w którym zdobył runa. W sezonie 1959 po raz pierwszy zagrał w Meczu Gwiazd, zaliczył najwięcej triple'ów w MLB (11) i zdobył Złotą Rękawicę. Ponadto wystąpił w sześciu spotkaniach World Series, w których Dodgers pokonali Chicago White Sox 4–3; w meczu numer 2 zdobył dwa home runy.
W grudniu 1961 w ramach wymiany zawodników i 100 tysięcy dolarów przeszedł do New York Mets, zaś w lipcu 1963 do Cincinnati Reds, w którym zakończył karierę.
| Nagroda/wyróżnienie      | Lata                | Źródło |
| 3× All-Star              | 1959², 1960¹, 1960² | [ 1 ]  |
| Gold Glove Award         | 1959                | [ 1 ]  |
| Zwycięzca w World Series | 1959                | [ 4 ]  |